# Initiative Hôpital Ami des bébés
L'Initiative Hôpital Ami des Bébés (IHAB) est un programme international centré sur les besoins des nouveau-nés lancé en 1991 par l’OMS et l’UNICEF afin de faire des maternités des centres de soutien à l'allaitement maternel .

## Critères du label
Une maternité peut obtenir l'appellation « amie des bébés » lorsque, en vue d'encourager un allaitement efficace, elle met en œuvre dix conditions particulières.

« 1. Disposer d'une politique écrite sur l'allaitement maternel qui est examinée régulièrement avec le personnel de soins de santé ;

2. Dispenser à tout le personnel une formation pour l'application de cette politique ;

3. Fournir à toutes les femmes enceintes des renseignements sur les avantages et la prise en charge de l'allaitement ;

4. Aider les mères à commencer l'allaitement dans la demi-heure qui suit l'accouchement ;

5. Montrer aux mères comment allaiter et comment conserver une réserve de lait, même quand elles ne sont pas avec leur bébé ;

6. Ne pas donner aux bébés naissants de la nourriture ou un breuvage autres que le lait maternel, sauf si ceci est nécessaire pour des raisons médicales ;

7. Laisser les mères et les bébés ensemble 24 heures sur 24 (cohabitation) ;

8. Encourager l'allaitement maternel lorsque la mère le demande ;

9. Ne pas donner de tétines aux bébés qui sont allaités ;

10. Contribuer à la création de groupes de soutien consacrés à l'allaitement maternel et aider les mères à y avoir accès lorsqu'elles sortent de l'hôpital ou de la clinique. »

— site de l'UNICEF.

## Le label dans le monde

### En France
En France, le label « Amis des bébés » est accordé à un établissement qui met en œuvre les Dix Conditions, ne fait pas la promotion de substituts du lait maternel, biberons et tétines, possède depuis plus d'un an un registre de suivi des modes d'alimentation des nouveau-nés, avec un taux d'allaitement maternel exclusif en progression ou supérieur à 75 %. Enfin, l'établissement doit collaborer avec les PMI, groupes de mères, généralistes, pédiatres, sages-femmes libérales, et associations pour assurer un suivi en dehors de la maternité.
Fin 2022, les 59 maternités ayant obtenu le label « Amis des bébés » sont :
- Maternité de l'hôpital privé Albert Schweitzer de Colmar (2021),
- Maternité de l'hôpital privé de Villeneuve-d'Ascq (2018),
- Maternité de la clinique Adassa/Rhéna à Strasbourg (2008, 2013, 2019, 2022),
- Maternité de la clinique CMCO Côte d'Opale de Boulogne-sur-Mer (2020),
- Maternité de la clinique Saint-Louis Ganges (2020),
- Maternité de la clinique St Cœur de Vendôme (2017, 2022),
- Maternité de la Polyclinique Bordeaux Rive Droite (2016, 2021),
- Maternité de la Polyclinique du Parc de Cholet (2018),
- Maternité de la Polyclinique Saint Côme de Compiègne (2018),
- Maternité de Pertuis, CH Aix Pertuis (2020),
- Maternité des Bluets à Paris – 12ème (2008, 2013, 2019),
- Maternité du CH Auban Moët d'Épernay (2021),
- Maternité du CH Côte de Lumière des Sables-d'Olonne (2011, 2015, 2019),
- Maternité du CH d'Arcachon (2007, 2011, 2015, 2019),
- Maternité du CH d'Hazebrouck (2016, 2020),
- Maternité du CH de Cambrai (2009, 2013, 2017, 2021),
- Maternité du CH de Château-Thierry (2015, 2020),
- Maternité du CH de Châteaubriant-Nozay-Pouancé (2013, 2017, 2021),
- Maternité du CH de Chauny (2022),
- Maternité du CH de Fourmies (2018),
- Maternité du CH de Guingamp (2019),
- Maternité du CH de La Ciotat (2011, 2015, 2019)
- Maternité du CH de Romorantin-Lanthenay (2020),
- Maternité du CH de Saint Dié des Vosges (2017, 2021),
- Maternité du CH de Tulle (2017, 2021),
- Maternité du CH de Vitré (2013, 2017, 2021),
- Maternité du CH de Chinonais à Saint Benoit la Forêt (2011, 2015, 2019),
- Maternité du CH du Pays de Ploërmel (2011, 2016, 2020),
- Maternité du CH Edmond Garcin d'Aubagne (2022),
- Maternité du CH Emile Borel de Saint-Affrique (2006, 2010, 2014, 2018, 2022),
- Maternité du CH Erdre et Loire d'Ancenis (2009, 2014, 2018),
- Maternité du CH Firminy (2020),
- Maternité du CH Intercommunal Caux Vallée de Seine de Lillebonne (2014, 2018),
- Maternité du CH Intercommunal de Cognac (2003, 2007, 2011, 2015, 2019),
- Maternité du CH Saint Quentin (2020)k
- Maternité du CHU Site Sud Saint-Pierre La Réunion (2021),
- Maternité et Néonatalogie de Beaumont du CH de Roubaix (2009, 2013, 2018),
- Maternité et Néonatalogie de l'Hôpital Privé du Bois de Lille (2019),
- Maternité et Néonatalogie de la Clinique Belledonne de Grenoble (2015, 2019),
- Maternité et Néonatalogie de la Clinique Pauchet à Amiens (2019),
- Maternité et Néonatalogie du CH Armentières (2020),
- Maternité et Néonatalogie du CH d'Arras (2018),
- Maternité et Néonatalogie du CH de Mont-de-Marsan (2006, 2010, 2016, 2020),
- Maternité et Néonatalogie du CH Gabriel Martin à Saint Paul de La réunion (2012, 2016, 2021),
- Maternité et Néonatalogie du CH Gustave Dron de Tourcoing (2010, 2014, 2018, 2022),
- Maternité et Néonatalogie du CH Jura Sud de Lons le Saunier (2000, 2004, 2008, 2012, 2017),
- Maternité et Néonatalogie du CH Sambre Avesnois de Maubeuge (2019),
- Maternité et Néonatalogie du GHICL St Vincent de Paul de Lile (2014, 2018),
- Maternité et Néonatalogie du Groupe hospitalier Seclin Carvin (2021),
- Maternité et Néonatalogie Jeanne de Flandre du CHRU de Lille (2015, 2019),
- Maternité et Néonatalogie Monaco du CH de Valenciennes (2011, 2015, 2019),
- Maternité et Néonatalogie Angèle Barbion du CH de Dunkerque (2021),
- Maternité et Néonatalogie de l'hôpital privé Saint-Joseph de Marseille (2020),
- Maternité et Néonatalogie de la Clinique La Sagesse de Rennes (2016, 2021),
- Maternité et Néonatalogie de la Clinique Saint Grégoire de Rennes (2021),
- Maternité et Néonatalogie du CH de Montélimar (2021),
- Maternité et Néonatalogie du CH Saint Jean de Perpignan (2022),
- Maternité et Néonatalogie du CH Yves Le Foll de Saint-Brieuc (2015, 2019),
- Maternité et Néonatalogie du Pôle santé Léonard de Vinci de Chambray Les Tours (2019).

### En Europe
Fin 2011, on comptait environ 650 établissements labellisés dans 17 pays d'Europe. La quasi- totalité des maternités en Suède et en Norvège ont obtenu le label « Amis des bébés ». La Grèce et l'Islande sont les seuls pays où aucun établissement n'a encore obtenu le label.[réf. nécessaire]
Il existe un plan d'action européen élaboré à Innocenti en 2004 et révisé en 2008, destiné à soutenir l'allaitement maternel et encourager le développement des établissements labellisés.

### Ailleurs dans le monde
Plus de 20 000 établissements de 134 pays ont obtenu l'appellation « Amis des bébés ».